# Anastazy Landau

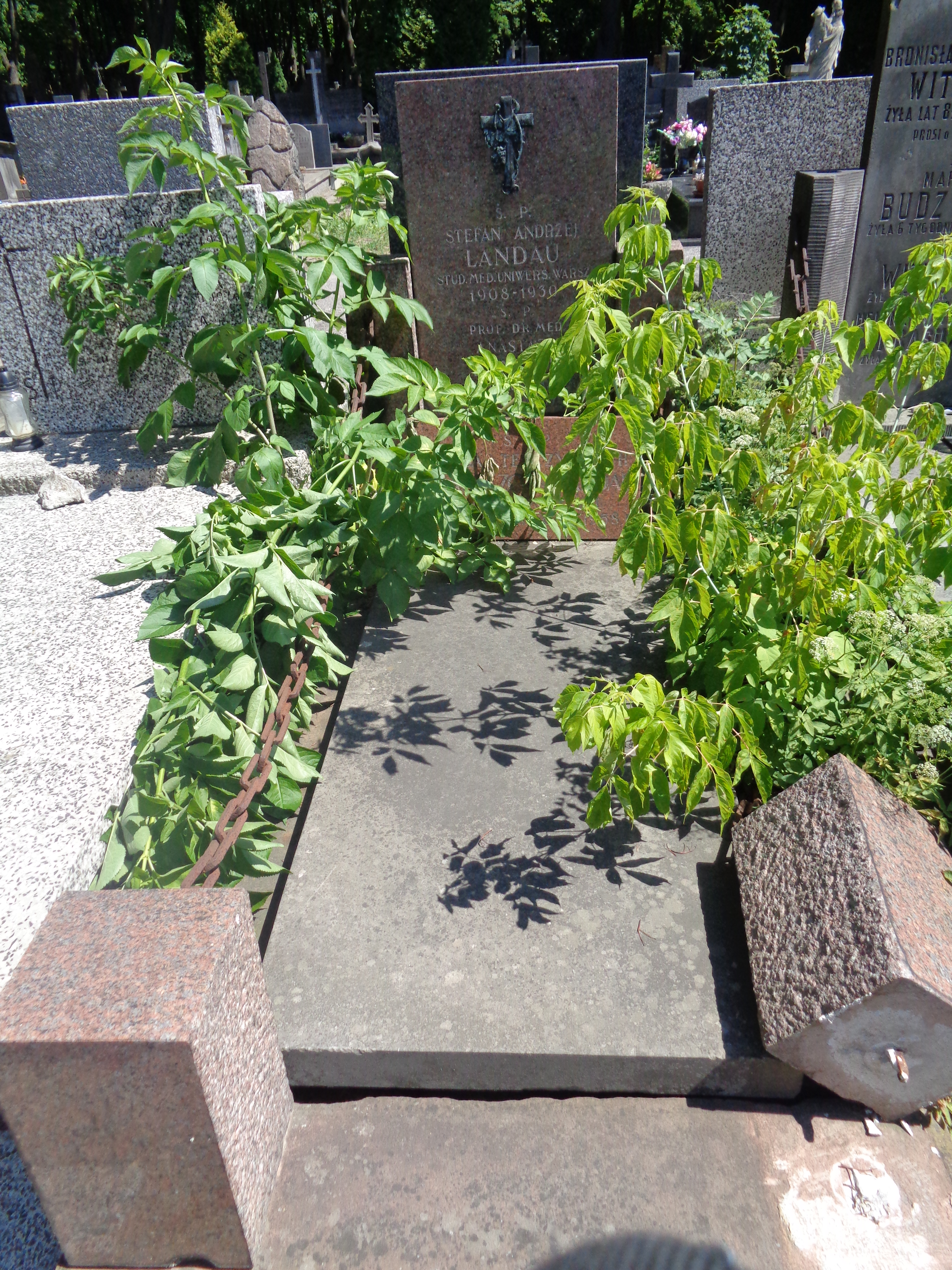
Grób Anastazego Landau na cmentarzu Powązkowskim

Anastazy Stanisław Landau (ur. 18 sierpnia 1876 w Żychlinie, zm. 6 lutego 1957 w Warszawie) – polski lekarz internista.

## Życiorys
Urodził się w rodzinie Hermana Landaua i Marii z Lasmanów. W 1894 ukończył V Państwowe Gimnazjum w Warszawie i rozpoczął studia na Wydziale Lekarskim Cesarskiego Uniwersytetu Warszawskiego. Ukończył je w 1899 i podjął pracę na oddziale chorób wewnętrznych Szpitala Dzieciątka Jezus, w 1910 został członkiem Towarzystwa Naukowego Warszawskiego. W tym samym roku otrzymał nagrodę Warszawskiego Towarzystwa Lekarskiego za publikacje o tematyce medycznej i wyjechał pogłębiać swoją wiedzę pracując w klinice we Frankfurcie, a następnie w Berlinie.  
Po wybuchu I wojny światowej został zmobilizowany i przydzielony jako ordynator w szpitalu wojskowym w Płocku. Następnie otrzymał przeniesienie do Sankt Petersburga, gdzie od 1917 przez rok był specjalistą klinicznym w zakresie zatruć gazem w Głównym Komitecie Chemicznym przy Głównym Zarządzie Artylerii Rosji. W 1921 został ordynatorem oddziału chorób wewnętrznych w Szpitalu Starozakonnych na Czystem (obecnie Szpitalu Wolskim) i pełnił tę funkcję do wybuchu II wojny światowej.  
Po kampanii wrześniowej przedostał się do Wielkiej Brytanii. Od 1942 przez pięć lat pełnił funkcję starszego ordynatora szpitala im. Ignacego Jana Paderewskiego w Edynburgu, po powrocie do kraju w 1947 ponownie objął stanowisko ordynatora w Szpitalu Wolskim. Od 1951 był profesorem chorób wewnętrznych warszawskiej Akademii Medycznej, a od 1954 do śmierci kierownikiem Katedry i Kliniki Chorób Wewnętrznych Studium Doskonalenia Kadr Lekarskich. Od 1952 był członkiem tytularnym Polskiej Akademii Nauk, pośmiertnie nadano mu tytuł członka rzeczywistego. 
Został pochowany w grobowcu rodzinnym na cmentarzu Powązkowskim w Warszawie (kwatera 81-2-9), gdzie spoczęli także jego syn Stefan Andrzej (1908–1930), student medycyny Uniwersytetu Warszawskiego i żona Wanda z domu Tenczyńska (zm. 14 stycznia 1985).

## Dorobek naukowy
Dorobek Anastazego Landaua obejmuje 246 prac naukowych. Wspólnie z Marią Werkenthin był pionierem bronchoskopii w Polsce. Był pierwszym lekarzem, który zastosował insulinę protaminowo-cynkową, a następnie opisał sposób jej działania. Jego praca dotycząca chorób tarczycy została opublikowana w 1939 w Los Angeles jako rozdział „Złotej Księgi Medycyny”. W Szpitalu Wolskim uruchomił pracownię biochemiczną, gdzie przeprowadzał badania, których nie dokonywano w pracowni ogólnej.

## Członkostwo
- Towarzystwo Lekarskie Warszawskie;
- Towarzystwo Naukowe Warszawskie;
- Stowarzyszenie Lekarzy Polskich;
- Związek Lekarzy Państwa Polskiego;
- Towarzystwo Internistów Polskich;
- Archives des maladies du coeur et des vaisseaux - członek korespondent (Francja);
- Królewskie Towarzystwo Lekarskie (Wielka Brytania);
- Polska Akademia Nauk.

## Ordery i odznaczenia
- Krzyż Komandorski Orderu Odrodzenia Polski (18 stycznia 1951)[2]
- Złoty Krzyż Zasługi (1 maja 1952)[3]
- Medal 10-lecia Polski Ludowej (13 stycznia 1955)[4]